# Kota Amano
Kota Amano (født 22. juni 1987) er en japansk tidligere fodboldspiller, der spillede for den japanske klub SC Sagamihara.